# Hellcats
Hellcats je prva slovenska vse-ženska hard rock/heavy metal skupina, ki sta jo leta 2003 ustanovili sestri Saša Zagorc (basistka) in Sonja Zagorc (bobnarka).
Sestri sta avtorici besedil in glasbe. Sta pa tudi ustanoviteljici prvega festivala vse-ženskih rock skupin Dan Rock Žena.
Za njimi je veliko odmevnejših nastopov, intervjujev in turnej.

## Zasedba
- Saša Zagorc - bas kitara
- Sonja Zagorc - bobni
- Mia Marinič - kitara
- Sara Simeunović - vokal

## Bivše članice
- Katja Mavec
- Ajda Kovačič
- Valentina Plaskan

## Diskografija
- Hellcats (2011) - EP
- Divja pot (2013) - album v slovenskem jeziku[11][12]
- Warrior Princess (2014) - album v angleškem jeziku[13]

## Videospoti
- Divja Pot (2012)
- Steelrider (2012)
- Prerojena (2014)
- Now is My Time (2014)[14]
- Sanjam demone (2015)
- Demon dreams (2015)[15]
- Naprej (2016)[16]
- I am (2016)